# Ossi (Sardinien)
Ossi ist eine sardische Gemeinde in der Metropolitanstadt Sassari mit 5438 Einwohnern (Stand 31. Dezember 2023).

## Lage und Daten
Ossi liegt auf der Hochebene des Logudoro. Die Nachbargemeinden sind Cargeghe, Florinas, Ittiri, Muros, Sassari, Tissi und Usini. Von Sassaris östlichster Ausfahrt von der Schnellstraße „Carlo Felice“ (SS131) aus erreicht man es über die Scala di Giocca (dt. Schneckentreppe), eine Serpentinenstraße.

## Sehenswürdigkeiten
Am Ortsrand der Gemeinde liegt das nuraghische Dorf Sa Mandra ’e Sa Giua mit einigen ausgegrabenen und restaurierten Rundhütten.
Auf dem Gemeindegelände liegen die prenuraghischen Fundplätze:
- Nördlich des Ortes

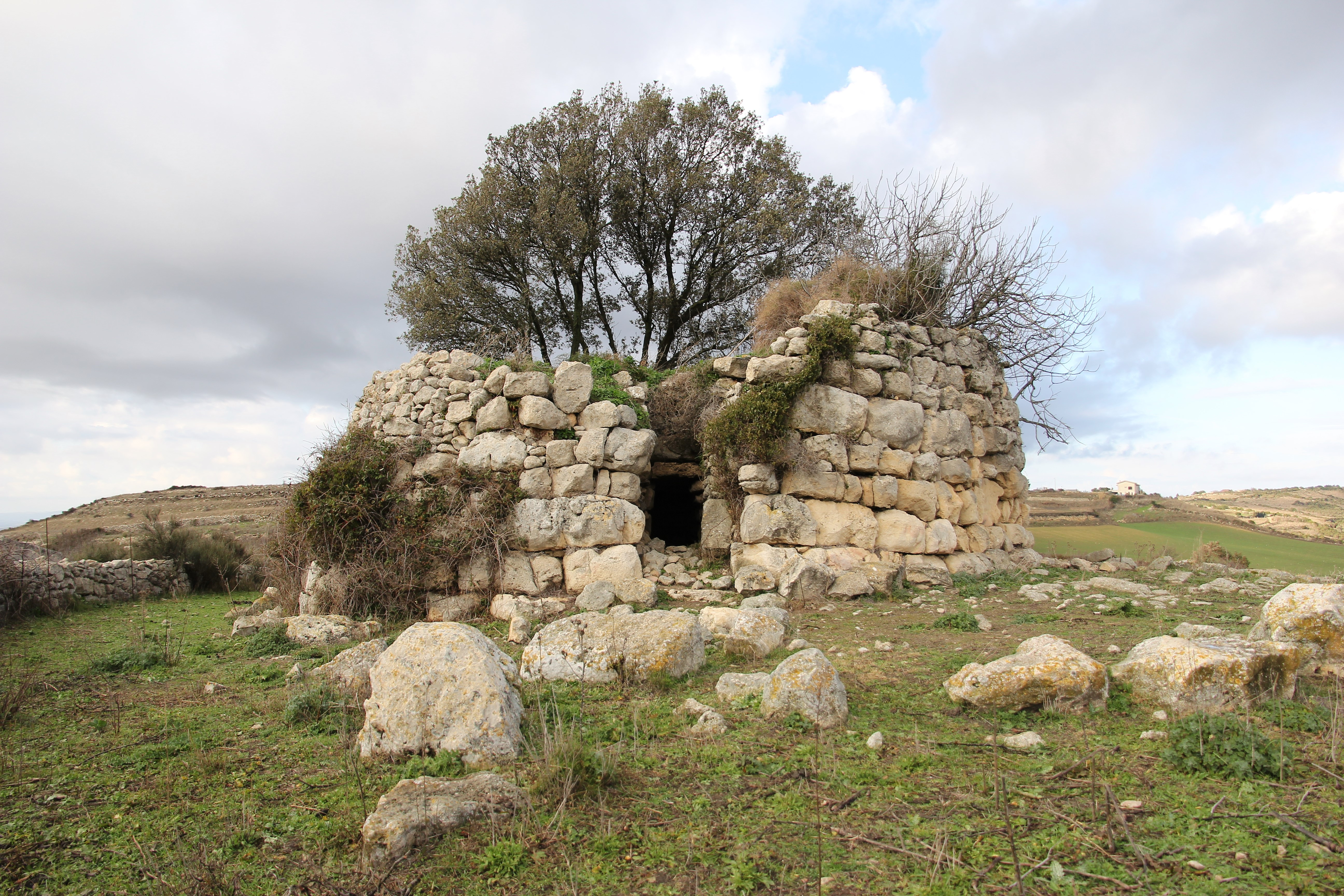
Nuraghe Corte 'e Lottene

1. Su Littu (Su Campu Mannu, Su Mudeju, Sa Iddazza, Su Montiju ‘e sa Femina)
2. Santu Antiogu
3. S’Eremu

- Südlich des Ortes

1. Nuraghe Corte 'e Lottene
2. Domus de Janas di Littos Longos
3. Noeddale
4. Nekropole von S’Adde e Asile
5. Sa Mandra ’e Sa Giua
6. Su Littigheddu
7. Mesu ’e Montes
8. Nekropole von S’Isterridolzu
9. Paesanu
10. Nannareddu

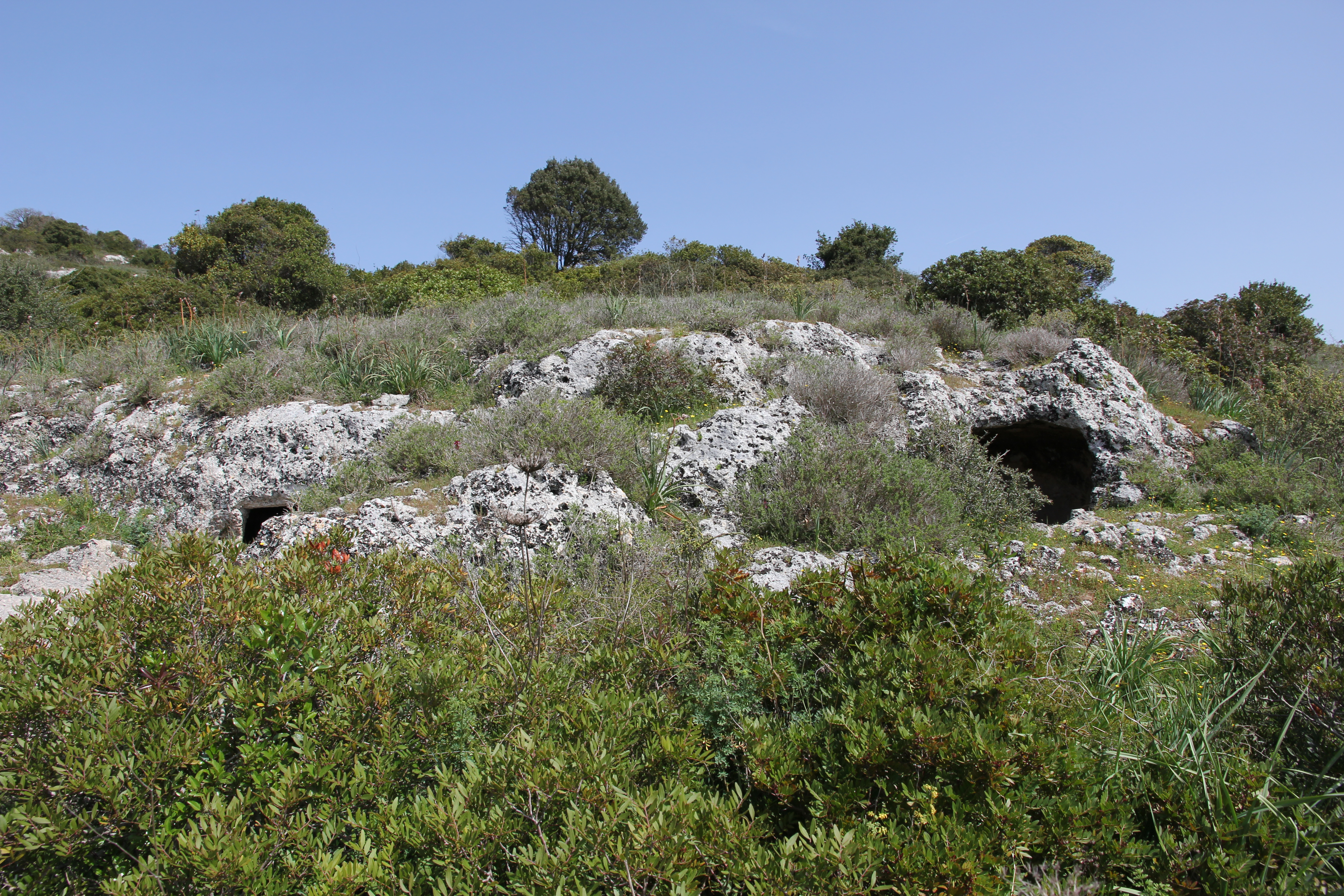
Die Nekropole S'Adde 'e Asile

Am südlichen Ortsrand, unterhalb der Straße nach Ittiri, liegen die Domus de Janas (Necropoli ipogeiche di S'Adde 'e Asile) von Noeddale. Der Hauptraum, die „Tomba della Casa“ genannte Aushöhlung, besitzt ein in den Fels geschnittenes Satteldach von 3,6 × 3,1 m, mit der Imitation von First- und Strebebalken. Im Süden liegt auch die Kirche Sant’Antonio (Ossi).